# Durango (municipalité)
Pour les articles homonymes, voir Durango.
Durango est une des trente-neuf municipalités de l'État de Durango, au nord-ouest du Mexique. Le chef-lieu est la ville de Durango. La municipalité a une surface de 10 041 km2.
En 2010, la population totale de la municipalité est de 582 267 habitants.

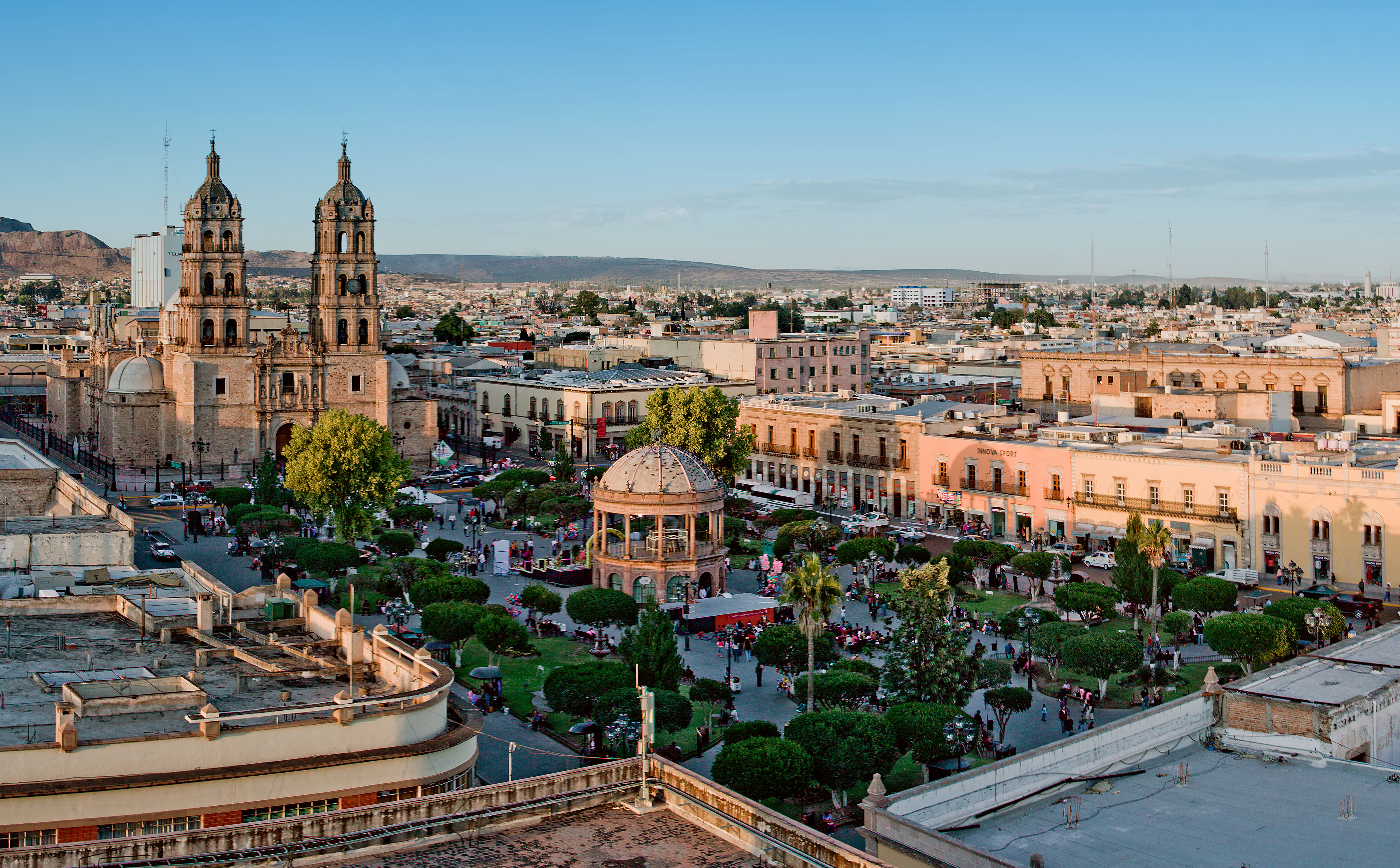
Ville de Durango

## Histoire
La création de l'entité commence par la première Constitution de l'État de Durango, le premier septembre 1825. En 1865, sous l'empire de Maximilien Ier, la division territoriale des États du Mexique change en départements, ce qui a divisé l’État de Durango en deux départements : le département de Durango et le département de Nazas.
Plus tard, au cours de la Porfiriato, les parties ont été restaurées.
La municipalité de Durango telle qu'elle existe aujourd'hui a été créée avec la publication de la Constitution de l'État libre et souverain de Durango du 6 octobre 1917.

## Démographie

### Localités
La municipalité a 1 323 localités. Les plus importantes sont : 
| Localité                               | Population    |
| Total                                  | 582 267(2010) |
| Victoria de Durango                    | 518 709       |
| El Nayar                               | 3 308         |
| Cinco de Mayo                          | 2 249         |
| La Ferrería (Cuatro de Octubre)        | 2 021         |
| José María Pino Suárez                 | 2 014         |
| Colonia Hidalgo                        | 1 986         |
| Llano Grande                           | 1 938         |
| Sebastián Lerdo de Tejada              | 1 712         |
| Villa Montemorelos                     | 1 617         |
| Banderas del Águila                    | 1 274         |
| José Refugio Salcido                   | 1 262         |
| Santiago Bayacora                      | 1 218         |
| Cinco de Febrero                       | 1 131         |
| José María Morelos y Pavón (La Tinaja) | 1 072         |
| El Arenal (San Jerónimo)               | 1 015         |